# Scopariopsis pallidegrisea
Scopariopsis pallidegrisea är en fjärilsart som beskrevs av Embrik Strand 1909. Scopariopsis pallidegrisea ingår i släktet Scopariopsis och familjen nattflyn. Inga underarter finns listade.